# José Cipriano Castro

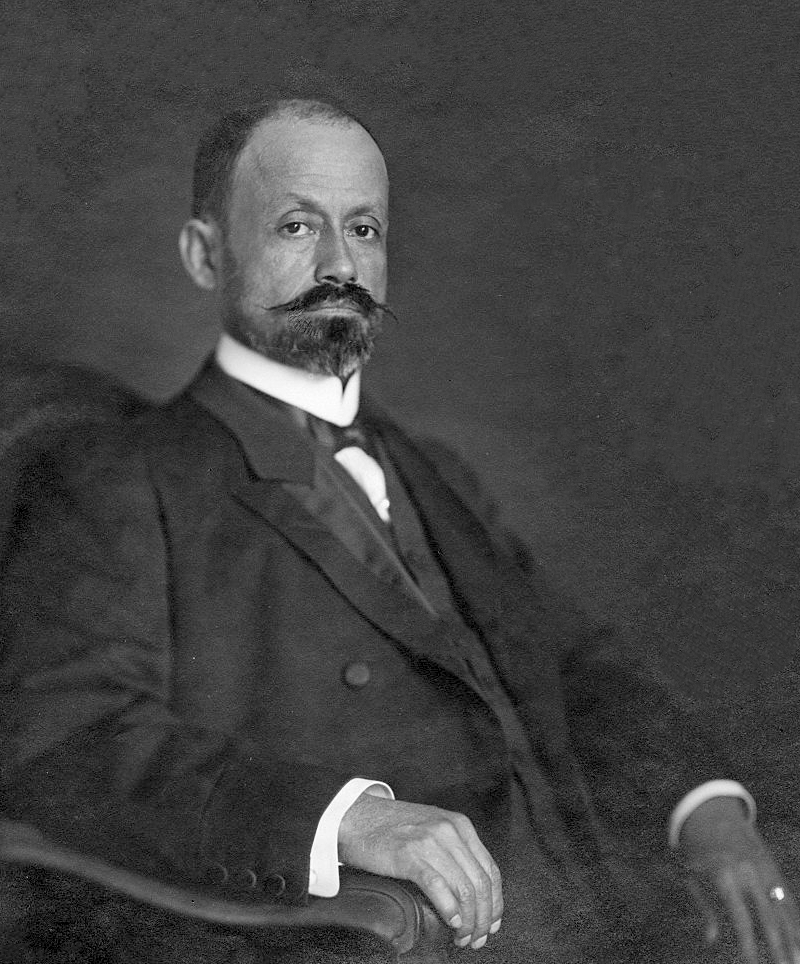
Cipriano Castro in 1908

José Cipriano Castro Ruiz (Capacho Viejo (Táchira), 12 oktober 1858 - Santurce (Puerto Rico), 5 december 1924) was een Venezolaans militair en politicus die van 1899 tot 1908 het land leidde, eerst als de facto president na de overwinning in een burgeroorlog en vanaf 1901 als Grondwettelijk President van Venezuela.

## Biografie
Castro werd buiten Capacho Viejo op de Dia de la Hispanidad geboren als zoon van modale boer José del Carmen Castro en Pelagia Ruiz. 
Na zijn vroege schooljeugd in Venezuela te hebben doorgebracht, vervolgde hij zijn opleiding in Pamplona, Colombia.
Hij verdiepte zich in de liberale politieke bewegingen van die tijd die in Colombia speelden. Hierbij was de dichter en activist José María Vargas Vila een belangrijke inspirator. Ook was hij aanwezig bij grote bijeenkomsten van de Colombiaanse Liberale Partij.
Na zijn periode in de leer in Colombia, keerde hij terug naar San Cristóbal waar hij ging werken als assistent van de familie Van Dissel, Thies en Cía.

## Politieke leven

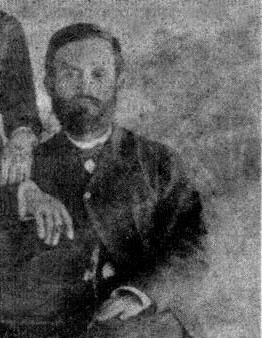
Cipriano Castro op 20-jarige leeftijd

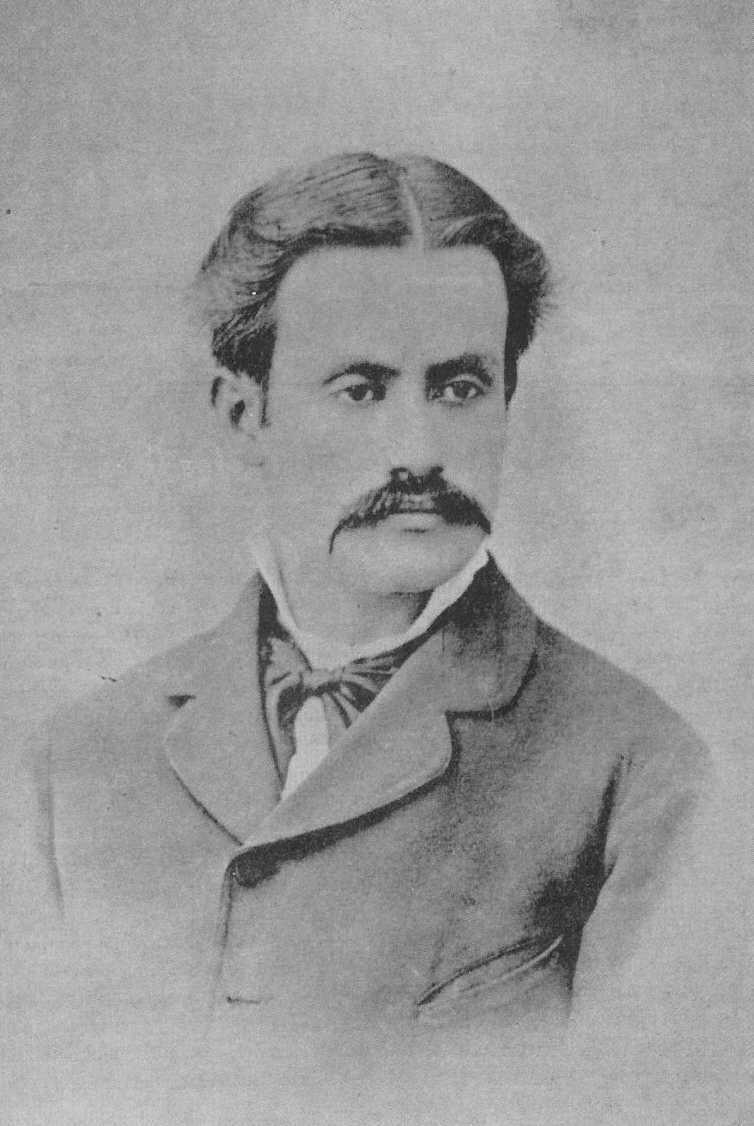
Cipriano Castro in 1884

In 1876 verzette hij zich tegen de kandidatuur van generaal Francisco Alvarado bij de verkiezingen voor de staat Táchira. In 1878 werkte hij bij de krant El Álbum en nam deel aan de bezetting van San Cristóbal.
Enige tijd hierna vertrok hij naar Cúcuta waar hij zijn latere vrouw leerde kennen; Zoila Rosa Martínez, voorheen doña Zoila genaamd.

### Liberale Revolutie

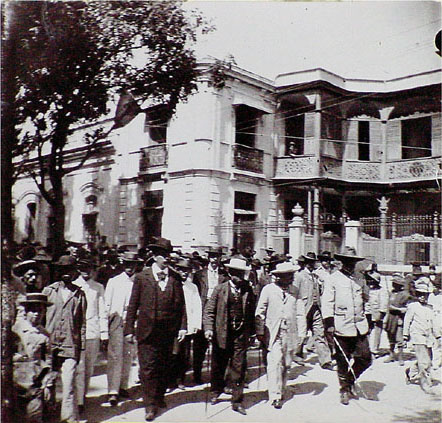
Aankomst van Cipriano Castro in Caracas, oktober 1899

In 1898 bereikte de instabiliteit van de regering Andrade een hoogtepunt en begonnen de krachten van de partijgenoten van Castro zich samen te bundelen in Het Revolutionair Comité.
Begin 1899 vormde Castro met Juan Vicente Gómez en andere partijleden een junta, na vruchteloze pogingen bij Carlos Rangel Garbiras. Het begin van de Liberale Revolutie, 23 mei 1899 werd ingeluid met de invasie van het nationaal territorium. Castro wist enkele gevangen medestrijders vrij te krijgen waarop president Andrade het land ontvluchtte. Castro bereikte Caracas op 22 oktober 1899 waar hij tot president van de Republiek benoemd wordt.

### Presidentschap

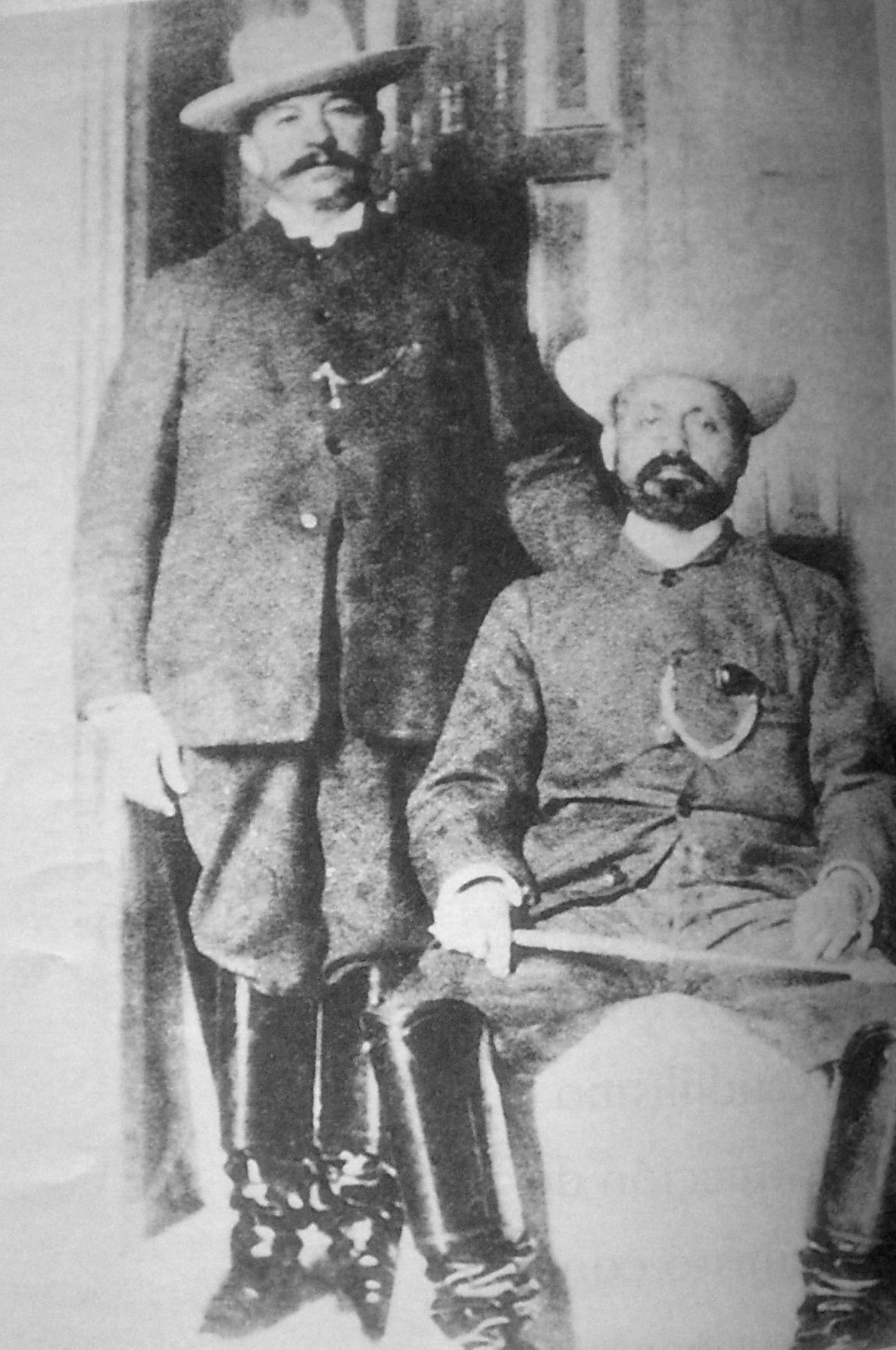
Juan Vicente Gómez en Cipriano Castro

Eenmaal aan de macht zag Castro een sterke oppositie in zowel binnen- als buitenland tegenover zich.
Hieronder de Revolución Libertadora (1901-1903), geleid door de bankier Manuel Antonio Matos die rekende op de financiële steun van buitenlandse bedrijven die als reactie de hele kust afsloot voor schepen uit Groot-Brittannië, Duitsland en Italië.
Een belangrijk aspect van de wetgeving van deze periode was het legaliseren van echtscheiding, dat in 1904 werd opgenomen in de Burgerlijke Code, wat op groot verzet van de Katholieke Kerk stuitte.

### Duitsland en Groot-Brittannië blokkeren Venezuela

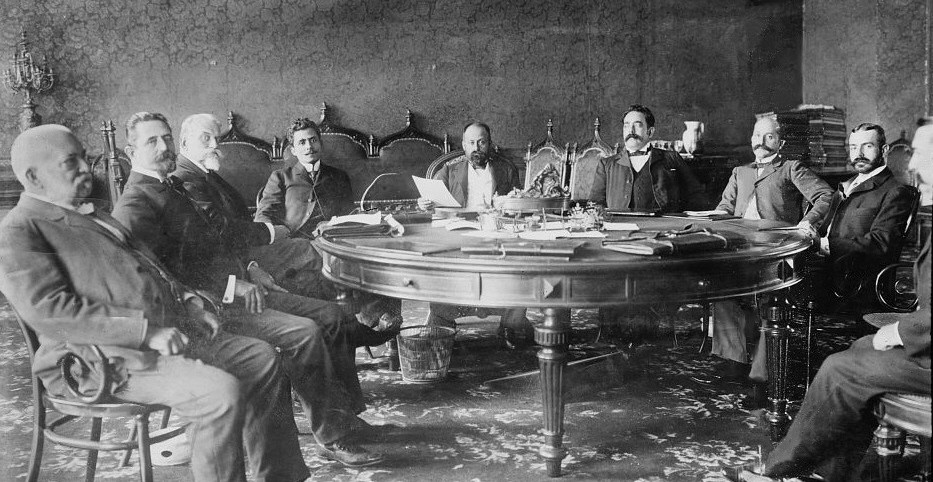
Cipriano Castro en zijn kabinet

De politieke instabiliteit van het land, de confrontaties van de regering met de anti-Castrokrachten en de daling van de exportprijzen dwongen Castro om de exportbelastingen af te schaffen. Het land had echter een torenhoge buitenlandse schuld, en bovendien hadden enige Europese mogendheden vorderingen namens hun burgers, van wie de eigendommen tijdens de burgeroorlog van 1898-99 waren vernietigd. Een Duits voorstel om het geschil voor te leggen aan het in oprichting zijnde Internationale Hof van Arbitrage in Den Haag, werd afgewezen door Castro, die erop speculeerde dat de Amerikaanse president Theodore Roosevelt hem wel te hulp zou komen.
Hierop besloten Duitsland en Groot-Brittannië het land op 9 december 1902 vanuit zee te blokkeren. Hierna stelde Italië op 12 december ook een ultimatum, en eisten kort daarop ook Frankrijk, Nederland, België, Verenigde Staten, Spanje en Mexico hun tegoeden op.
Tussenkomst van de Verenigde Staten voorkwam, dat de marineschepen van Duitsland en Groot-Brittannië in Venezuela aan land gingen. Nadat de Britse schepen vier Venezolaanse patrouilleschepen hadden buitgemaakt, de halve vloot van Venezuela, ging Castro alsnog akkoord met arbitrage. Dit werd vastgelegd in de Protocollen van Washington (13 februari 1903). Deze tijd werd gekenmerkt door een sterk nationalistische politieke lijn.
Toen de boycotcrisis eenmaal te boven was gekomen, vervolgde de regering Castro met een provocerende en conflictzoekende houding naar het buitenland. Zo werd een rechtszaak aangespannen tegen New York en de Bermúdez Co., waarbij 50 miljoen bolivars geëist werd of de Orinoco Steamship Co. zou worden ontmanteld.
In 1905 werden Franse bedrijven Venezuela uitgezet en toen de Nederlandse vlaggen van schepen van Duitse bedrijven weggehaald moesten worden, verbrak ook Nederland de diplomatieke banden met Venezuela.

### Ziekte
In 1907 werd Cipriano Castro met een zeldzame ziekte gediagnosticeerd. Hij reisde naar Berlijn waar hij een operatie onderging die aanvankelijk succesvol leek, maar tijdens zijn reis terug naar Venezuela, alwaar zijn vriend Juan Vicente Gómez middels een staatsgreep op 19 december 1908 de macht had veroverd, kreeg hij op een boot nabij Trinidad last van zijn eerdere operatie en werd door de Franse regering gemaand terug naar Europa te keren.

## Verbanning en overlijden

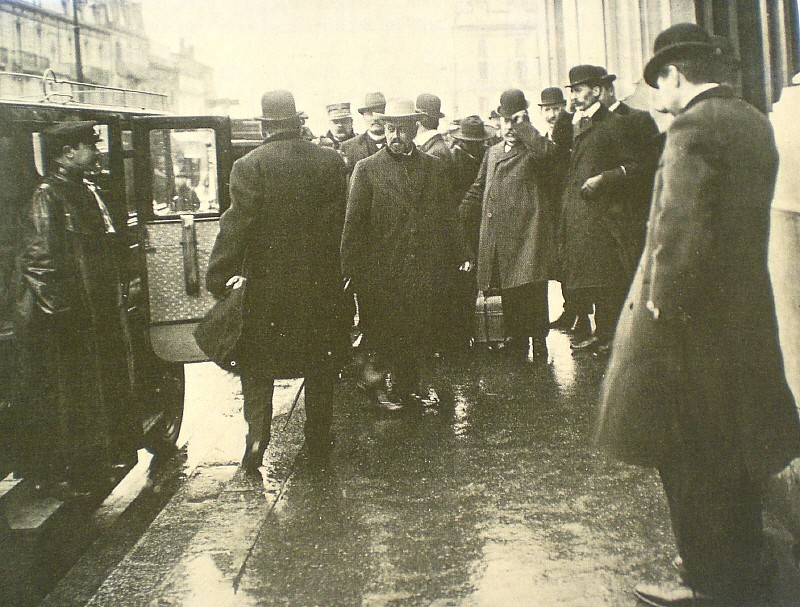
Cipriano Castro in Parijs, 1908

Eenmaal afgezet en verbannen uit Venezuela, vertrok Castro naar Madrid en later Parijs om een operatie te ondergaan. Eind 1912 maakte Castro de oversteek naar de Verenigde Staten, maar werd door de autoriteiten bevolen voor februari 1913 het land te verlaten. Uiteindelijk vestigde hij zich in Santurce, Puerto Rico (1916) waar hij overleed.
In de Venezolaanse geschiedschrijving staat Cipriano Castro bekend onder de bijnaam El Cabito, wat een vertaling is van de bijnaam van de kleine korporaal van Napoleon, een persoon waar Castro graag aan refereerde.